# Гребену
Гребену (рум. Grebănu) — село у повіті Бузеу в Румунії. Адміністративний центр комуни Гребену.
Село розташоване на відстані 125 км на північний схід від Бухареста, 28 км на північний схід від Бузеу, 82 км на захід від Галаца, 111 км на схід від Брашова.

## Населення
За даними перепису населення 2002 року у селі проживали 2180 осіб.
Національний склад населення села:
| Національність | Кількість осіб | Відсоток |
| -------------- | -------------- | -------- |
| румуни         | 2100           | 96,3%    |
| цигани         | 79             | 3,6%     |

Рідною мовою назвали:
| Мова      | Кількість осіб | Відсоток |
| --------- | -------------- | -------- |
| румунська | 2167           | 99,4%    |
| циганська | 12             | 0,6%     |